# Комба, Пауль
Пауль Г. Комба (итал. Paul G. Comba, 1926 — 5 апреля 2017) — итальянско-американский астроном и первооткрыватель астероидов, который работает в Прескоттской обсерватории в Аризоне. В период 1995 по 2003 год им было обнаружено в общей сложности 635 астероидов.

## Биография
Родился в Италии, затем переехал в Соединённые Штаты и в 1946 году в возрасте 20 лет поступил в Калифорнийский технологический институт, по окончании которого в 1951 году получил степень доктора философии по математике. Затем до 1960 года преподавал в Гавайском университете, когда перешел в IBM и стал разработчиком программного обеспечения.
В 2003 году он получил премию Leslie C. Peltier по астрономии. Он является организатором «Astronomical League's Asteroid Club Observing Guide» и в настоящее время является членом «Прескоттского астрономического клуба» (англ. Prescott Astronomy Club).
В знак признания заслуг учёного одному из астероидов было присвоено его имя (7636) Комба.